# Aspilatopsis fulva
Aspilatopsis fulva là một loài bướm đêm trong họ Geometridae.